# Theo Röhrig (Politiker)
Theo Röhrig (* 6. Februar 1936 in Kürten, Rheinisch-Bergischer Kreis) ist ein deutscher Politiker der SPD.

## Ausbildung und Beruf
Theo Röhrig besuchte die Volksschule; im Anschluss absolvierte er eine Lehre als Chemie-Laborant. Als solcher wurde er danach tätig. Erste Erfahrungen als Vertreter von Arbeitnehmern machte er im Betriebsrat von Klöckner-Humboldt-Deutz. Er besuchte die Verwaltungswirtschafts-Akademie in Köln, sowie die Akademie der Arbeit in Frankfurt/Main. Ab April 1963  arbeitete er als Lehrer am Dortmunder Heiderhof, einer Schule der IG Metall. Schließlich wurde er Bezirkssekretär. Mitglied der IG Metall war er seit 1951.

## Politik
Theo Röhrig war ab 1954 Mitglied der SPD. Zum Mitglied des Rats der Stadt Bergisch Gladbach wurde er 1961 gewählt. Hier war er ab 1965 Fraktionsvorsitzender.
Theo Röhrig war vom 26. Juli 1970 bis zum 27. Mai 1975 direkt gewähltes Mitglied des 7. Landtages von Nordrhein-Westfalen für den Wahlkreis 027 Rheinisch-Bergischer Kreis I.